# Pétfürdő
Pétfürdő je vas na Madžarskem, ki upravno spada pod podregijo Várpalotai Županije Veszprém.